# Caio Cunha (político)
Caio Cesar Machado da Cunha, mais conhecido como Caio Cunha, (Mogi das Cruzes, 20 de abril de 1978) é um empresário e politico brasileiro, filiado ao Podemos (PODE). 
Foi prefeito de Mogi das Cruzes (SP) de 2021 a 2024. É integrante do movimento Livres..

## Trajetória política

### Vereador de Mogi das Cruzes
Foi vereador por dois mandatos, ambos pelo PV. Na primeira vez como candidato à vereador, obteve 1619 dos votos válidos, e a segunda vez, em 2016, foi o vereador mais votado da cidade, com 5,788 votos.

### Candidatura a deputado estadual
Em 2018, disputou pelo cargo de deputado estadual do estado de São Paulo, também pelo Partido Verde, tendo recebido 30,124 votos e não sendo eleito deputado estadual.

### Candidatura a prefeitura de Mogi das Cruzes
Em 2020, decidiu trocar de partido concorrer pelo Podemos para a prefeitura de Mogi das Cruzes. A eleição em Mogi das Cruzes teve um segundo turno pela primeira vez em 20 anos, e Caio Cunha venceu o segundo turno, com 196.370 votos válidos, dos quais 58,39% foram para Cunha e os 41,61% para o antigo prefeito Marcus Melo.

### Prefeito de Mogi das Cruzes (2021–2024)

#### Primeiros atos como prefeito
O prefeito pretende criar duas secretarias: a secretaria de Transparência e Participação, e a secretaria de Sustentabilidade e Inovação. Entretanto, em agosto de 2021, nenhuma dessas secretarias existiam ainda.

#### Pedido de cassação da chapa eleita
A primeira crise de seu governo foi o pedido de cassação (impeachment) da chapa eleita. A chapa foi acusada de prevaricação, por nomear Francisco Cardoso de Camargo Filho para o posto de Secretário do Governo. Camargo Filho foi condenado por improbidade administrativa em 2009 quando participou do Governo do Estado de Santa Catarina. O pedido de cassação inicialmente foi enviado para a Comissão de Justiça e Redação, mas como a mesma não existia na época, o presidente da Câmara de Mogi das Cruzes enviou os autos para a Procuradoria Jurídica, agora com relação ao cumprimento dos requisitos legais mínimos para o conhecimento do pedido. No dia 3 de Fevereiro, a Procuradoria Jurídica concluiu que o parecer final sobre o assunto cabia à Mesa Diretiva da Câmara dos Vereadores de Mogi das Cruzes. A Mesa Diretiva concluiu que os réus daquela ação foram condenados apenas a multa administrativa, e não houve a suspensão de direito políticos ou a proibição de contratação pela administração pública, que arquivou o pedido de cassação da chapa Cunha-Kahler.

#### Conflitos com vice-prefeita
Priscila Yamagami Kähler (PP) declarou em abril de 2024 que iria romper a "parceria política" com o Podemos, de Caio Cunha. Ainda em abril, há denúncias de que ela foi barrada de seu próprio gabinete e que seus assessores foram exonerados. Caio Cunha rebateu, dizendo que há duas formas de acessar o gabinete, e que uma nova sala, fora do ambiente do gabinete, seria oferecida à vice-prefeita.

### Candidatura à reeleição em 2024
Tentou a reeleição em 2024, porém perdeu ainda no primeiro turno para a candidata Mara Bertaiolli, tornando-se o primeiro prefeito de Mogi das Cruzes a ser derrotado em uma tentativa de reeleição ainda no primeiro turno. 